# Aeronautica Cobelligerante Italiana

Hoheitszeichen der Aeronautica Cobelligerante Italiana

Aeronautica Cobelligerante Italiana (deutsch: Mitkriegführende Italienische Luftstreitkräfte) war die Bezeichnung der italienischen Luftstreitkräfte im Zweiten Weltkrieg, die nach der Kapitulation Italiens am 3. September 1943 den Krieg auf der Seite der Alliierten fortsetzten. Die offizielle englische Bezeichnung dieser italienischen Luftstreitkräfte lautete Italian Co-Belligerent Air Force (ICBAF), in der Literatur zum Teil auch als ICAF bezeichnet. Ihr Gegenstück in den Streitkräften der faschistischen Italienischen Sozialrepublik war die Aeronautica Nazionale Repubblicana (ANR).

## Geschichte

### Politischer Hintergrund
Unmittelbar nach der Bekanntgabe des Waffenstillstandes setzten sich König Viktor Emanuel III. und die seit Juli 1943 von Marschall Pietro Badoglio geführte Regierung nach Süditalien ab und stellten sich unter den Schutz der Alliierten. Diese verfassungsrechtlich einzig legitime italienische Regierung gab am 8. September 1943 offiziell bekannt, dass man den Kampf gegen die Alliierten einstellen, sich aber gegen „Angriffe Dritter“ zur Wehr setzen würde. Nachdem Hitler gemäß dem „Fall Achse“ die Besetzung Italiens und die umgehende Entwaffnung der italienischen Streitkräfte befohlen hatte, widersetzten sich etliche italienische Verbände diesem Vorgehen. Teile der italienischen Streitkräfte hielten sich an die Befehle der Regierung Badoglio und setzten sich nach Süditalien ab, während andere Verbände und Soldaten diese von ihnen als verräterisch betrachteten Befehle nicht befolgten und sich der in Norditalien von Benito Mussolini geschaffenen so genannten Italienischen Sozialrepublik, einem deutschen Vasallenstaat, anschlossen. Dies führte in Italien in der Zeit von September 1943 bis April 1945 de facto zu einem Bürgerkrieg.

### September 1943
In der Regia Aeronautica („Königlich Italienische Luftwaffe“) kam es im September 1943 ebenfalls zu einer traumatischen Spaltung: Ganze Verbände, aber auch einzelne Piloten setzten sich entsprechend ihrem Gewissen entweder nach Süden ab, um mit der Aeronautica Cobelligerante Italiana auf Seiten der Alliierten an der Befreiung Italiens (und des Balkans) vom Nazifaschismus mitzuwirken, oder sie schlossen sich in Norditalien der von den Deutschen kontrollierten Aviazione Nazionale Repubblicana (ANR) an, um entsprechend ihrer politischen Überzeugung den Kampf gegen die Alliierten bis zum Schluss fortzusetzen.
Am 8. September 1943, dem Tag der öffentlichen Bekanntgabe der Kapitulation Italiens, besaß die Regia Aeronautica noch 1200 Flugzeuge. Ab jenem Tag im September landeten 203 italienische Militärflugzeuge (39 Jäger, 117 Bomber und diverse Transportflugzeuge, Wasserflugzeuge sowie zahlreiche italienische Luftwaffensoldaten) auf Flugplätzen bzw. Häfen in den südlichen Teilen Italiens, die bereits unter der Kontrolle der Westalliierten standen. Gegen Ende des Jahres stieg die Zahl auf 281 Maschinen. Da nur etwas mehr als die Hälfte dieser Flugzeuge (insgesamt 165) für einen weiteren Kriegseinsatz verwendbar war und die italienische Luftfahrtindustrie bis auf eine Fabrik komplett im von den Deutschen besetzten Norden des Landes konzentriert war, erhielt die neugebildete ICBAF zahlreiche neue alliierte Flugzeuge verschiedener Typen.

### Gründung der ICBAF
Die Aeronautica Cobelligerante Italiana, auch Regia Aeronautica Cobelligerante (Mitkriegführende königliche Luftstreitkräfte) oder Aviazione Cobelligerante del Sud (Mitkriegführende Luftstreitkräfte des Südens) genannt, operierte ab ihrer Gründung noch im September 1943 im Rahmen der alliierten Balkan Air Force. Die offizielle englische Bezeichnung dieser italienischen Luftstreitkräfte lautete Italian Co-Belligerent Air Force (ICBAF).

### Markierungen
Die Flugzeuge der Aeronautica Cobelligerante Italiana erhielten wieder die traditionellen, an den Farben der italienischen Flagge ausgerichteten Kokarden mit rotem Außenkreis, weißem Innenteil und grünem Punkt in der Mitte. Diese Hoheitszeichen hatten italienische Militärflugzeuge bis 1939 geführt, ebenso dann auch wieder nach 1943. 

### Einsatz
Die ICBAF operierte nur selten über italienischem Gebiet, um Kämpfe zwischen Flugzeugen mit italienischer Besatzung auf beiden Seiten zu vermeiden. Während der gesamten Einsatzzeit wurde auch kein einziger Fall von Kämpfen zwischen italienischen Flugzeugen bekannt. ICBAF-Maschinen konnten einige deutsche Flugzeuge abschießen, hatten aber auch Verluste durch die deutsche Luftwaffe zu beklagen. Dabei handelte es sich hauptsächlich um Transportflugzeuge, die als Bomber eingesetzt wurden. Einsatzgebiet war stets vorrangig die Balkanregion mit Jugoslawien und Albanien, wobei die Hauptaufgaben Aufklärung, Seenotrettung, Begleitschutz, Transportaufgaben zur Unterstützung von Partisanen sowie Angriffsmissionen im Mittelmeerraum waren. Die ICBAF trat in Italien bewusst selten bis gar nicht in Erscheinung; ihr Beitrag zum Kampf auf der Seite der Alliierten lag am Ende hauptsächlich in der Rolle der Unterstützung.
Die ICBAF flog in den letzten 18 Kriegsmonaten zwischen Herbst 1943 und Mai 1945 insgesamt über 11.000 Einsätze.

### Nach 1945
Aus der ICBAF – und auch der ANR – ging ein Jahr nach Kriegsende und Gründung der Republik Italien 1946 die noch heute bestehende Aeronautica Militare Italiana (AMI) hervor. Dabei kam es jedoch zu keinem rechtlichen und historischen Bruch: Die ICBAF bestand aus Teilen der Regia Aeronautica, die den Befehlen der rechtmäßigen italienischen Regierung nachgekommen waren (die Bezeichnung Regia Aeronautica Cobelligerante zeugt davon). 1945 wurden die ANR in diese Luftstreitkräfte eingegliedert, die 1946 im Zug der Umwandlung der Staatsform in Aeronautica Militare Italiana umbenannt wurden.

## Verbände
Folgende Verbände der Regia Aeronautica kämpften unter der Bezeichnung ICBAF auf Seiten der Alliierten:
- 4º Stormo (Lecce; Macchi MC.205, Bell P-39)
- 5º Stormo (Palata, Lecce; Macchi MC.202)
- 51º Stormo (Lecce, Foggia; Macchi MC.202, Macchi MC.205, Supermarine Spitfire Vb)
- „Baltimore-Geschwader“ (Campo Vesuvio bei Neapel; Martin A-30 Baltimore-Bomber)
- „Nachtkampfgeschwader“ (Reggiane Re.2002)
- „Lufttransportgeschwader“ (CRDA Cant Z.1007)
- 4 Wasserflugzeuggruppen (82º, 83º, 84º, 85º Gruppo; heute SAR-Staffeln)
- 3 technische Unterstützungseinheiten

Diese Verbände operierten hauptsächlich von den Flugplätzen von Lecce, Palata, Canne, Biferno und Campo Vesuvio aus. Die Alliierten stellten nach und nach Jagdflugzeuge vom Typ Bell P-39 „Airacobra“, Supermarine „Spitfire“ und Bomber vom Typ Martin A-30 „Baltimore“ zur Verfügung.